# 襄阳黄酒
襄阳黄酒，又称地封黄酒，是湖北襄阳市的地方名产，是襄阳本地饮食文化及酒文化的重要组成部分。相传产自有着5000多年悠久历史的枣阳市鹿头镇雕龙碑。

## 分类
- 糯米酿制者，呈乳白色，味酸甜，有浓郁酒香，酒精度介于2~3度之间。
- 小米酿制者，呈黄色，酒味较前者浓郁，且酒精度较高，在14~16度之间。

## 制作饮用
主要材料是酒曲，糯米和小米，还有江水或者泉水，按老者说法，酒曲只有樊城以西30公里的梁坡所产的黄酒曲最正宗，并只要5月和10月所产者。而用水的条件更是近乎苛刻：只有襄阳城小北门和大北门之间的汉江水才算上乘。襄阳黄酒酿制时间很短，从糯米上锅到拌曲至酒成，仅需约三天的时间。
襄阳黄酒饮用最佳期只有一至两天时间，所以也称为“应时黄酒”，因糯米酿制者为本地主流，其酒精度低，不易醉人，市民将其作为早点饮料，每天必饮。另外，在市区及下辖县市分布着众多黄酒馆，许多饮酒爱好者将其作为小憩场所，形成类似于四川地区的茶馆文化，而每位襄阳市民平均一年就会消耗200公斤黄酒。

## 词赋
- 李白《襄阳歌》：“傍人借問笑何事，笑殺山公醉似泥。鸕鶿杓，鸚鵡杯，百年三萬六千日，一日須傾三百杯”。
- 李白《襄阳曲》：“山公醉酒時，酩酊襄陽下。頭上白接籬，倒著還騎馬”。
- 刘禹锡《堤上行》 ：“酒旗相望大堤头，堤下连樯堤上楼。日暮行人争渡急，桨声幽轧满中流。”
- 孟浩然《高阳池送朱二》：“当昔襄阳雄盛时，山公常醉习家池。池边钓女日相随，妆成照影竞来窥”。